# Werner Krauß (Ethnologe)
Werner Krauß (* 31. Dezember 1957 in Ravensburg) ist ein deutscher Ethnologe und Autor.

## Leben und Wirken
Werner Krauß studierte Ethnologie, Volkskunde und Sozial- und Wirtschaftsgeschichte an der Universität Hamburg. Im Jahre 2000 promovierte er dort im Fach Ethnologie, Titel seiner Dissertation ist „Hängt die Grünen!“ Umwelt, nachhaltige Entwicklung und ökologischer Diskurs (2001). Er lehrte und forschte u. a. an der Universität Hamburg (1997 bis 2005) und am Institut für Küstenforschung am Helmholtz Zentrum Geesthacht (2010 bis 2017). Von 2005 bis 2010 war er DAAD-Professor im Department of Germanic Studies an der University of Texas at Austin. Seit 2017 arbeitet er an der Universität Bremen im artec Forschungszentrum Nachhaltigkeit, im Jahr 2018 war er Fellow am Rachel Carson Center.
Der Schwerpunkt der Forschungen und Arbeiten von Werner Krauß liegt auf den Gebieten der politischen Ökologie, der Ethnologie von Landschaften, Naturschutzkonflikten und dem Klimawandel.
Zusammen mit den Klimaforschern Hans von Storch und Eduardo Zorita sowie den Soziologen Reiner Grundmann und Dennis Bray betrieb er von 2009 bis 2017 den Klimablog „Die Klimazwiebel“, in dem Klimathemen an der Nahtstelle zwischen Gesellschaft, Politik und Klimaforschung thematisiert und oft kontrovers diskutiert wurden. Im Februar 2013 veröffentlichte er mit dem Klimaforscher Hans von Storch das Buch Die Klimafalle. Die gefährliche Nähe von Politik und Klimaforschung. Die Autoren argumentieren, dass die Auseinandersetzung um die Klimapolitik in die Wissenschaft verlagert wurde und die Klimadebatte im Streit zwischen Warnern und Skeptikern gefangen ist. Sie plädieren für eine pragmatische und regional verankerte Klimapolitik, die die Möglichkeiten und Bedingungen vor Ort ins Zentrum stellt. 
Werner Krauß forscht heute als Ethnologe zu Fragen der Vermittlung von Klimawissen mit Hilfe von Klimaservices und der Umsetzung von integrierten Klimaschutzmaßnahmen vor Ort sowie zu Fragen der Biodiversität und möglichen Speicherung von Kohlendioxid durch Rewilding in gezeitenabhängigen Sedimentgebieten an europäischen Küsten.

## Veröffentlichungen (Auswahl)
- mit Scott Bremer, Diana Wildschut (Hrsg.): How narratives of change influence local climate risk governance.  Special Issue for Climate Risk Management, 2020.[3]
- mit Kenneth R. Olwig (Hrsg.): Special issue on pastoral landscapes caught between abandonment, rewilding and agro-environmental management. Is there an alternative future? In: Landscape Research. Band 43, Nr. 8, 29. August 2018, ISSN 0142-6397, S. 1015–1020, doi:10.1080/01426397.2018.1503844.
- mit Hans von Storch: Die Klimafalle: Die gefährliche Nähe von Politik und Klimaforschung. Hanser Verlag, München 2013, ISBN 978-3-446-43507-0.
- mit Mike E. Schäfer, Hans von Storch (Hrsg.): Special Symposium on Postnormal Science: The Case of Climate Research. In: Nature and Culture. Band 7, Nr. 2, 2012.[4]
- Küstenforschung : Ethnologie einer Wissenslandschaft, GKSS-Forschungszentrum Geesthacht, Geesthacht 2007, Reportnummer GKSS 2007/9
- „Hängt die Grünen!“ Umwelt, nachhaltige Entwicklung und ökologischer Diskurs. Eine ethnologische Fallstudie (Portugal). Reimer, Berlin 2001, ISBN 978-3-496-02724-9.